# Charaxes negrosensis
Charaxes negrosensis är en fjärilsart som beskrevs av Schröder och Colin G.Treadaway 1982. Charaxes negrosensis ingår i släktet Charaxes och familjen praktfjärilar. Inga underarter finns listade i Catalogue of Life.